# Fútbol Playa en los Juegos Suramericanos de Playa de 2019
El fútbol playa en los Juegos Suramericanos de Playa de Rosario 2019 estuvo compuesto por un torneo masculino realizado entre el 20 y 23 de marzo de 2019.

## Equipos participantes
En cursiva los equipos debutantes. 
| Equipos participantes | Equipos participantes | Equipos participantes | Equipos participantes | Equipos participantes |
| --------------------- | --------------------- | --------------------- | --------------------- | --------------------- |
| Argentina             | Brasil                | Chile                 | Colombia              | Ecuador               |
| Guyana                | Paraguay              | Perú                  | Venezuela             | Uruguay               |

## Primera fase

### Zona 1
| Equipo    | Pts | PJ | PG | PG+ | PG++ | PP | GF | GC | Dif |
| --------- | --- | -- | -- | --- | ---- | -- | -- | -- | --- |
| Paraguay  | 6   | 2  | 2  | 0   | 0    | 0  | 11 | 5  | +6  |
| Ecuador   | 3   | 2  | 1  | 0   | 0    | 1  | 9  | 7  | +2  |
| Venezuela | 0   | 2  | 0  | 0   | 0    | 2  | 2  | 10 | -8  |

| 20 de marzo, 9:00 | Paraguay | 5:1 | Venezuela | Estadio Rojo, Balneario La Florida, Rosario, Argentina |  |

| 20 de marzo, 16:30 | Venezuela | 1:5 | Ecuador | Estadio Rojo, Balneario La Florida, Rosario, Argentina |  |

| 21 de marzo, 14:00 | Paraguay | 6:4 | Ecuador | Estadio Rojo, Balneario La Florida, Rosario, Argentina |  |

### Zona 2
| Equipo  | Pts | PJ | PG | PG+ | PG++ | PP | GF | GC | Dif |
| ------- | --- | -- | -- | --- | ---- | -- | -- | -- | --- |
| Brasil  | 6   | 2  | 2  | 0   | 0    | 0  | 15 | 8  | +7  |
| Uruguay | 3   | 2  | 1  | 0   | 0    | 1  | 11 | 10 | +1  |
| Chile   | 0   | 2  | 0  | 0   | 0    | 2  | 9  | 17 | -8  |

| 20 de marzo, 10:15 | Brasil | 5:4 | Uruguay | Estadio Rojo, Balneario La Florida, Rosario, Argentina |  |

| 20 de marzo, 17:45 | Uruguay | 7:5 | Chile | Estadio Rojo, Balneario La Florida, Rosario, Argentina |  |

| 21 de marzo, 15:15 | Brasil | 10:4 | Chile | Estadio Rojo, Balneario La Florida, Rosario, Argentina |  |

### Zona 3
| Equipo    | Pts | PJ | PG | PG+ | PG++ | PP | GF | GC | Dif |
| --------- | --- | -- | -- | --- | ---- | -- | -- | -- | --- |
| Argentina | 9   | 3  | 3  | 0   | 0    | 0  | 21 | 5  | +16 |
| Colombia  | 6   | 3  | 2  | 0   | 0    | 1  | 16 | 12 | +4  |
| Perú      | 3   | 3  | 1  | 0   | 0    | 2  | 18 | 17 | +1  |
| Guyana    | 0   | 3  | 0  | 0   | 0    | 3  | 6  | 27 | -21 |

| 20 de marzo, 14:00 | Argentina | 7:2 | Perú | Estadio Rojo, Balneario La Florida, Rosario, Argentina |  |

| 20 de marzo, 15:15 | Guyana | 2:7 | Colombia | Estadio Rojo, Balneario La Florida, Rosario, Argentina |  |

| 21 de marzo, 9:00 | Argentina | 9:0 | Guyana | Estadio Rojo, Balneario La Florida, Rosario, Argentina |  |

| 21 de marzo, 10:15 | Perú | 5:6 | Colombia | Estadio Rojo, Balneario La Florida, Rosario, Argentina |  |

| 21 de marzo, 16:30 | Argentina | 5:3 | Colombia | Estadio Rojo, Balneario La Florida, Rosario, Argentina |  |

| 21 de marzo, 17:45 | Guyana | 4:11 | Perú | Estadio Rojo, Balneario La Florida, Rosario, Argentina |  |

## Segunda fase

### Cuadro general
|  | Semifinales         | Semifinales         |   |          | Final               | Final               |  |
|  | 22 de marzo de 2019 | 22 de marzo de 2019 |   |          | 23 de marzo de 2019 | 23 de marzo de 2019 |  |
|  |                     |                     |   |          |                     |                     |  |
|  |                     |                     |   |          |                     |                     |  |
|  | Argentina           | 2                   |   |          |                     |                     |  |
|  | Paraguay            | 1                   |   |          |                     |                     |  |
|  |                     |                     |   |          |                     |                     |  |
|  |                     |                     |   |          |                     |                     |  |
|  |                     |                     |   |          | Argentina           | 1                   |  |
|  |                     | Brasil              | 8 |          |                     |                     |  |
|  |                     |                     |   |          |                     |                     |  |
|  |                     |                     |   |          |                     |                     |  |
|  |                     |                     |   |          | 3º puesto           |                     |  |
|  |                     |                     |   |          |                     |                     |  |
|  | Brasil              | 7                   |   | Paraguay | 5                   |                     |  |
|  | Colombia            | 4                   |   |          | Colombia            | 6                   |  |

### 9.nopuesto
| 22 de marzo, 9:00 | Guyana | 4:3 | Venezuela | Estadio Rojo, Balneario La Florida, Rosario, Argentina |  |

### 7.mopuesto
| 22 de marzo, 10:15 | Chile | 4:4 (4:5 p.) | Perú | Estadio Rojo, Balneario La Florida, Rosario, Argentina |  |

### Semifinales
| 22 de marzo, 11:30 | Argentina | 2:1 | Paraguay | Estadio Rojo, Balneario La Florida, Rosario, Argentina |  |

| 22 de marzo, 13:00 | Brasil | 7:4 | Colombia | Estadio Rojo, Balneario La Florida, Rosario, Argentina |  |

### 5.topuesto
| 23 de marzo, 11:00 | Ecuador | 6:8 | Uruguay | Estadio Rojo, Balneario La Florida, Rosario, Argentina |  |

### 3.erpuesto
| 23 de marzo, 13:30 | Paraguay | 5:6 | Colombia | Estadio Rojo, Balneario La Florida, Rosario, Argentina |  |

### Final
| 23 de marzo, 14:45 | Argentina | 1:8 | Brasil | Estadio Rojo, Balneario La Florida, Rosario, Argentina |  |

## Posiciones
| Pos.              | Equipo    |
| ----------------- | --------- |
| Medalla de oro    | Brasil    |
| Medalla de plata  | Argentina |
| Medalla de bronce | Colombia  |
| 4                 | Paraguay  |
| 5                 | Uruguay   |
| 6                 | Ecuador   |
| 7                 | Perú      |
| 8                 | Chile     |
| 9                 | Guyana    |
| 10                | Venezuela |

## Tabla general
| Pos. | Equipo    | Pts | PJ | PG | PG+ | PG++ | PP | GF | GC | Dif. | Rend. |
| ---- | --------- | --- | -- | -- | --- | ---- | -- | -- | -- | ---- | ----- |
| 1    | Brasil    | 12  | 4  | 4  | 0   | 0    | 0  | 30 | 13 | +17  | 100%  |
| 2    | Argentina | 12  | 5  | 4  | 0   | 0    | 1  | 24 | 14 | +10  | 80%   |
| 3    | Colombia  | 9   | 5  | 3  | 0   | 0    | 2  | 26 | 24 | +2   | 60%   |
| 4    | Paraguay  | 6   | 4  | 2  | 0   | 0    | 2  | 14 | 11 | +3   | 50%   |
| 5    | Uruguay   | 6   | 3  | 2  | 0   | 0    | 1  | 19 | 16 | +3   | 66,6% |
| 6    | Ecuador   | 3   | 3  | 1  | 0   | 0    | 2  | 15 | 15 | 0    | 33,3% |
| 7    | Perú      | 4   | 4  | 1  | 0   | 1    | 2  | 22 | 21 | +1   | 33,3% |
| 8    | Chile     | 0   | 3  | 0  | 0   | 0    | 3  | 13 | 21 | -9   | 0%    |
| 9    | Guyana    | 3   | 4  | 1  | 0   | 0    | 3  | 10 | 30 | -20  | 25%   |
| 10   | Venezuela | 0   | 3  | 0  | 0   | 0    | 3  | 5  | 14 | -9   | 0%    |

## Medallero
| Evento    | Oro    | Plata     | Bronce   |
| --------- | ------ | --------- | -------- |
| Masculino | Brasil | Argentina | Colombia |